# Pennello

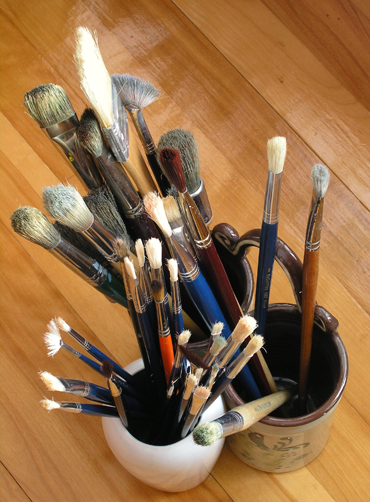
Pennelli di varie fogge e dimensioni.

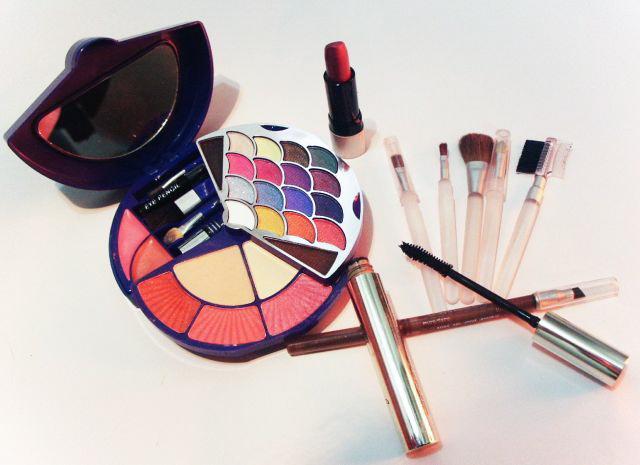
Pennelli e trucchi

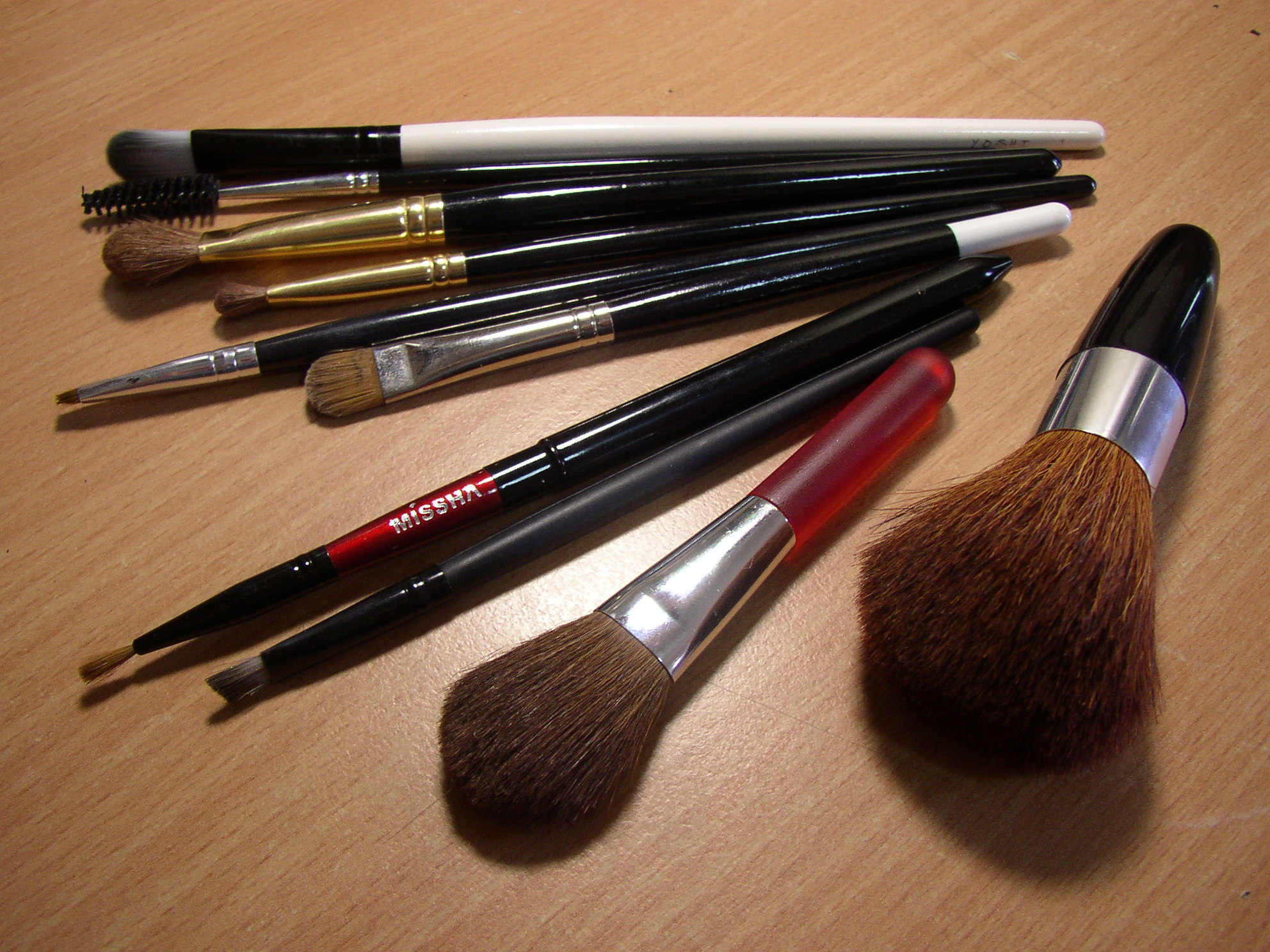
In primo piano una coppia di pennelli per sfumare il make-up

Il pennello è uno strumento utilizzato per dipingere o, a volte, per scrivere, e in generale per stendere sostanze liquide o viscose su di una superficie (per esempio colla, smalto per unghie, ecc.). Ha forma allungata e ad un'estremità si trova un ciuffo di peli (o altro materiale) che permette l'assorbimento di inchiostro o materia colorante.
Viene utilizzato soprattutto per pittura, verniciatura, illustrazione, disegno, trucco, ma anche per la calligrafia europea o cinese (il nome cinese del pennello è 毛笔 (máobĭ), letteralmente "matita pelosa").
Il manico è solitamente di legno, mentre i peli (setole) possono essere di diverse origini animali o sintetiche.

## Storia
I pennelli sono stati usati dall'uomo già nel Paleolitico circa 2,5 milioni di anni fa per applicare pigmenti al fine di creare pitture rupestri. Erano realizzati con piume e peli di animali legati in cima a dei rami o incastrati all’interno di ossa di animali.
I pennelli dell'antico Egitto erano fatti di foglie di palma usati per abbellire l'ambiente circostante.
In Cina, nel settimo millennio avanti Cristo, si usavano dei pennelli con lunghi peli di animali a scopo di scrittura.
A dare la forma al pennello così come lo si conosce in epoca moderna potrebbe essere stato Meng Tian, un famoso generale di Qin Shi Huang, il primo imperatore della dinastia Qin che unì la Cina nel 221 a.C.
Durante la rivoluzione industriale venne introdotta la ghiera metallica al fine di rendere i pennelli più resistenti.
L'applicazione del manico ai peli graduati è stata in gran parte eseguita a mano fino al 18º secolo.
Nel Novecento iniziarono a diffondersi le prime setole sintetiche per pennelli.
I materiali artificiali come il rayon e il nylon vengono in epoca moderna utilizzati e assemblati a macchina per una produzione di pennelli meno costosa e maggiore in termini di quantità.

## Setole[9][10]

### Animale fibre naturali
- Mangusta
- Martora Kolinsky, Ussuri e rossa
- Puzzola russa
- Bue
- Capra (utilizzata nei pennelli cinesi)
- Tasso (utilizzata soprattutto nei pennelli a punta tonda)
- Pony (utilizzata soprattutto nei pennelli a punta piatta)
- Lupo (utilizzata nei pennelli cinesi)
- Donnola
- Scoiattolo (in particolare per i pennelli da acquerello)
- penne di gallina (alcuni tipi di pennelli cinesi)
- setola di maiale o di cinghiale
- Cavallo

### Sintetica
- peli sintetici (ad esempio di nylon)
- punte di caucciù morbido
- spugna sintetica (in uso per la calligrafia cinese ad acqua).

Le diverse caratteristiche di ognuno di questi tipi di pelo (durata, morbidezza, nervosità, assorbimento…) sono appropriate per i diversi usi di un pennello.

## Forma delle setole
A seconda dell'uso, i pennelli possono avere diverse forme e diverse dimensioni: per i pennelli più grandi, adatti a verniciare pareti o grandi superfici, si usa il termine pennellessa, mentre per quelli più sottili, usati in cosmetica, si parla di "pennellini da trucco".
- Tondo, sezione tonda, con punta conica, con punta al centro della sezione tonda.
- Piatto, sezione piatta rettangolare o ellittica allungata, con punta piatta uniforme.
- Lingua di gatto, sezione rettangolare o ellittica allungata, con punta piatta con sezione ad angoli smussati accentuati.
- A ventaglio, sezione a ventaglio
- Dentellata, simile ad una forchetta, i cui denti sono sezioni tondi di setole.

Esistono anche pennelli a serbatoio (pennelli a stilo), dal funzionamento analogo a quello delle penne stilografiche, alimentati da cartucce vuoi per usi scrittori, vuoi per usi cosmetici o di altro tipo.

## Pennelli per pittura commerciale non artistica

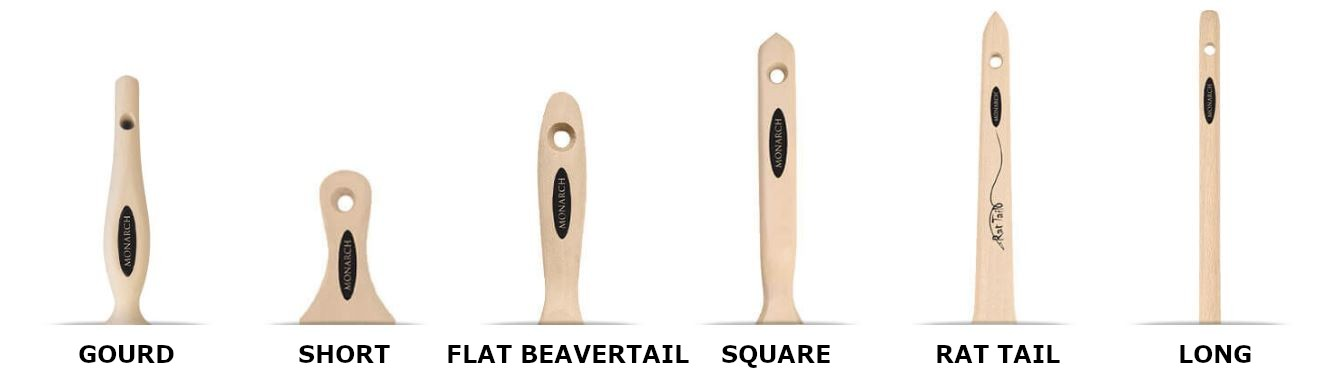
Manici di pennello: a partire da sinistra manico a zucca, manico corto, manico piatto a coda di castoro, manico quadrato, manico a coda di topo, manico lungo

I pennelli per l'uso nella pittura commerciale non artistica sono orientati all'applicazione di uno strato uniforme di vernice su aree relativamente grandi. I manici riconosciuti a livello mondiale dei pennelli da pittore commerciale sono:
- Manico a zucca:[17] design ergonomico che riduce lo stress sul polso e sulla mano durante la pittura.
- Manico corto:[18] il manico più corto offre una maggiore precisione quando si dipingono piccoli spazi come angoli, rifiniture e aree di dettaglio.
- Manico piatto a coda di castoro:[19][20] questa forma è arrotondata e leggermente appiattita per adattarsi perfettamente al palmo della mano durante la pittura.
- Manico quadrato:[21] il manico quadrato con angoli smussati è presente principalmente nei pennelli per rifiniture o telai ed è comodo da tenere durante la verniciatura.
- Manico a coda di topo:[22] questo manico è più lungo e più sottile dello standard, il che lo rende facile da impugnare per dare un maggiore controllo.
- Manico lungo:[23] arrotondato e sottile, un manico lungo è facile da impugnare come una matita, offrendo grande controllo e precisione durante il taglio e la pittura di spazi difficili.

## Pennelli per artisti

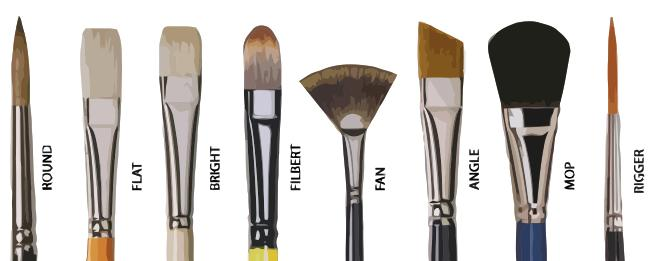
Alcuni tipi di pennelli per artisti

I pennelli con manico corto vengono solitamente utilizzati per superfici di lavoro piatte o leggermente inclinate come la pittura ad acquerello e la pittura a inchiostro, mentre i pennelli con manico lungo vengono tenuti orizzontalmente mentre si lavora su una tela verticale come per la pittura a olio o la pittura acrilica.

### Forme
Gli stili di punta del pennello usati più comunemente sono:
- Rotonda: punta appuntita, setole lunghe e ravvicinate per i dettagli.
- Piatta: per stendere la vernice in modo rapido e uniforme su una superficie. Hanno peli più lunghi rispetto alla loro controparte bright.
- Bright: più corti rispetto ai pennelli a forma piatta. Pennelli piatti con setole corte e rigide, ideali per inserire la vernice nella trama di una tela con applicazioni di pittura più sottili, nonché stili di pittura più spessi come il lavoro a impasto.
- Nocciola: pennelli piatti con estremità bombate. Consentono una buona copertura e la capacità di eseguire alcuni lavori di dettaglio.
- Ventaglio: per sfumare ampie aree di pittura.
- Angolo: come la nocciola, questi tipi di punta sono versatili e possono essere usati sia nell'applicazione di pittura generale che in alcuni lavori di dettaglio.
- Mop: un pennello di formato più grande con un bordo arrotondato per un'applicazione ampia e morbida della vernice, nonché per ottenere smalti più sottili su strati di vernice già essiccati senza danneggiare gli strati inferiori per proteggere il pennello.
- Rigger: pennelli rotondi con peli lunghi, tradizionalmente utilizzate per dipingere le manovre nelle immagini delle navi. Sono utili per le linee sottili e sono versatili sia per oli che per acquerelli.
- Stippler e stippler a zampa di cervo: pennelli corti e tozzi.
- Liner: pennelli tondi allungati.
- Pugnale: ha peli lunghi come il pennello ad angolo ed è usato per dipingere attraverso la tecnica One Stroke, che consiste nel mettere sul pennello due colori separati e ottenere l'ombreggiatura e l'evidenziazione del soggetto in un colpo solo.[25][26]
- Script: pennello con punte tonde molto allungate.
- Egbert: simile alla tipologia nocciola con peli extra lunghi, usata per la pittura a olio.
- Sumi: simile nello stile ad alcuni pennelli per acquerelli, anche con un manico generalmente spesso in legno o metallo. Scritto anche Sumi-e (墨絵, pittura a inchiostro).
- Nasello (刷毛): uno stile asiatico di pennello con un grande manico di legno largo e un pelo morbido estremamente fine usato in contrappunto ai tradizionali pennelli Sumi per coprire grandi aree. Spesso fatto di pelo di capra.
- Spotter: ha punte rotonde con poche setole corte. Questi pennelli sono comunemente usati per lavorare su stampe fotografiche.
- Stencil: un pennello rotondo con una parte superiore piatta utilizzato sugli stampini per garantire che le setole non entrino al di sotto di esso. Utilizzato anche per creare texture.

### Dimensioni
Ai pennelli degli artisti vengono solitamente assegnate dimensioni numerate, sebbene non esista uno standard esatto per le loro dimensioni fisiche. Dal più piccolo al più grande, le dimensioni sono: 20/0, 12/0, 10/0, 7/0, 6/0, 5/0, 4/0 (scritto anche 0000), 000, 00, 0, 1, 2, 3, 4, 5, 6, 7, 8, 9, 10, 11, 12, 13, 14, 16, 18, 20, 22, 24, 25, 26, 28, 30, 2 pollici, 4 pollici, 6 pollici e 8 pollici. I pennelli fino al 30/0 sono prodotti da grandi aziende, ma non hanno dimensioni comuni. Le taglie da 000 a 20 sono le più comuni.

## Lunghezza delle setole
In base alla lunghezza delle setole, si diversificano in:
- Extra corti
- Corti
- Medi
- Lunghi

## Informatica
Alcuni software e app di disegno e grafica (ad esempio Photoshop, Illustrator, Inkscape e Gimp) hanno strumenti che emulano le punte dei vari tipi di pennelli fisici. L'utente può creare pennelli personali, scegliere la durezza, la dimensione, il colore e così via. Solitamente tali software hanno pennelli standard pre-installati e l'utente può scaricarne altri dal web gratuitamente o a pagamento.

## Galleria d'immagini

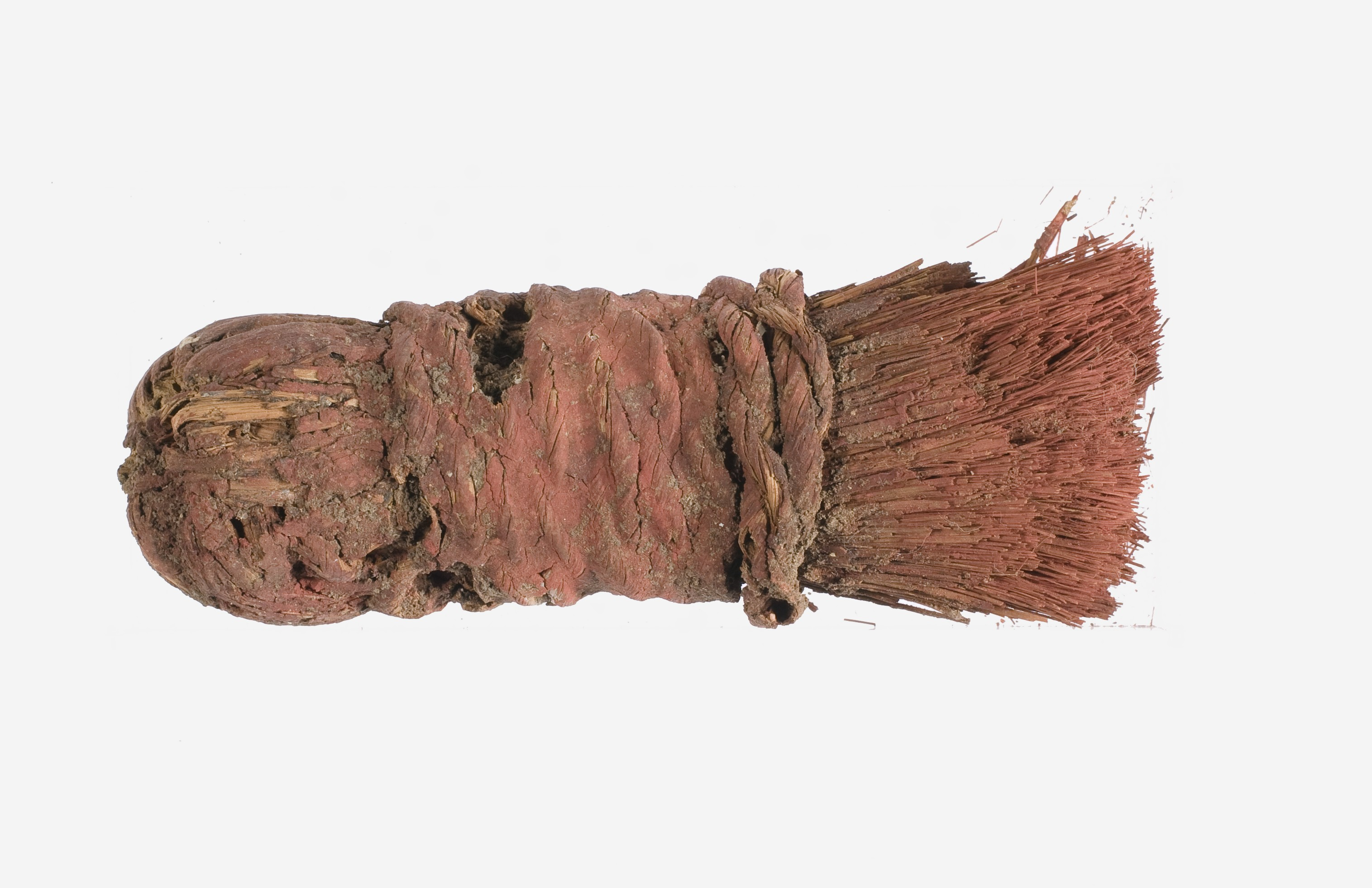
Pennello egiziano in fibra di palma, 1390 –1352 a. C., regno di Amenhotep III
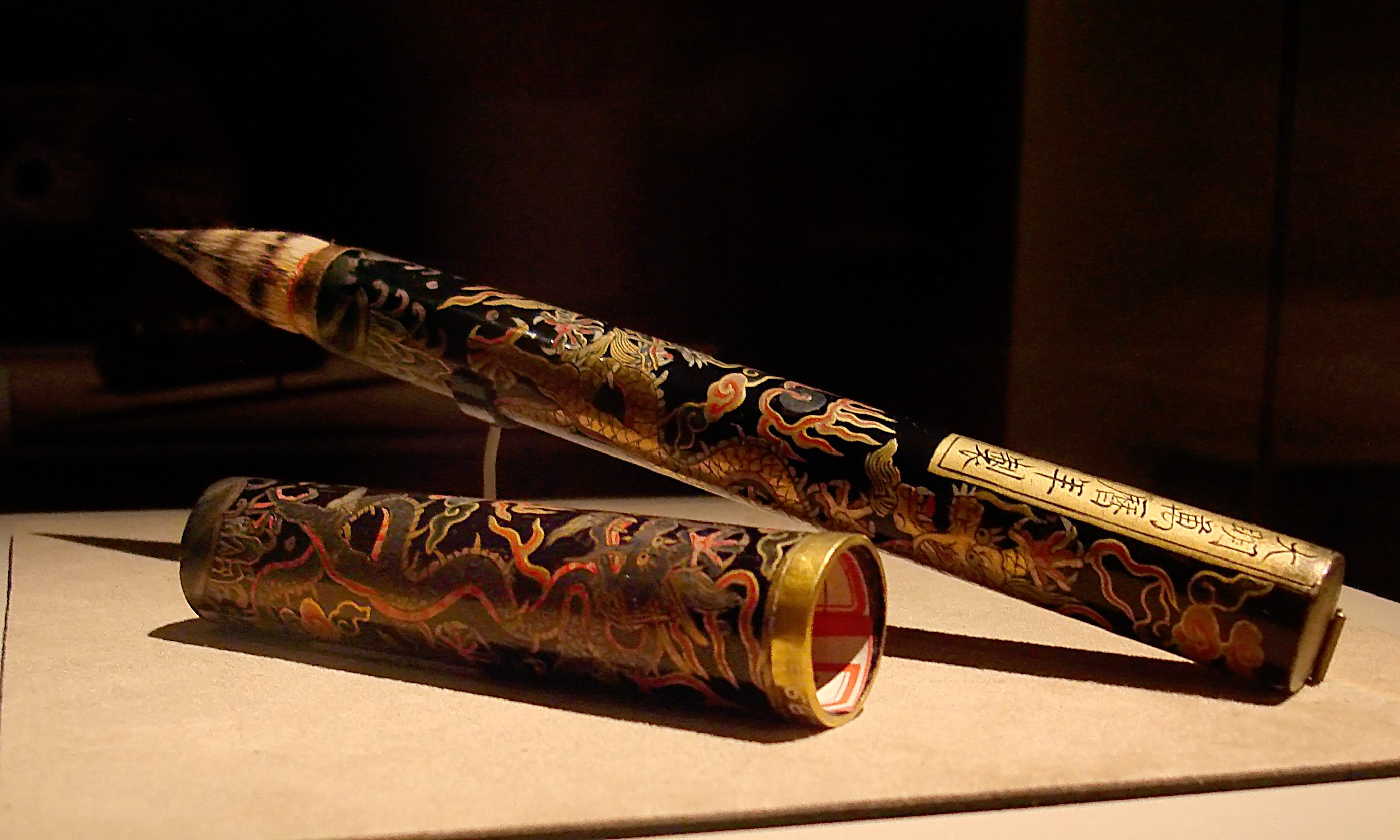
Dinastia Ming, periodo Wanli (1573 - 1629 d.C.). Realizzato in pelo di tasso, questo pennello per calligrafia è decorato con due draghi che giocano con una perla; uno è intarsiato con lamina d'oro e l'altro con argento. Il manico reca un'iscrizione che indica l'anno in cui è stato realizzato il pennello.
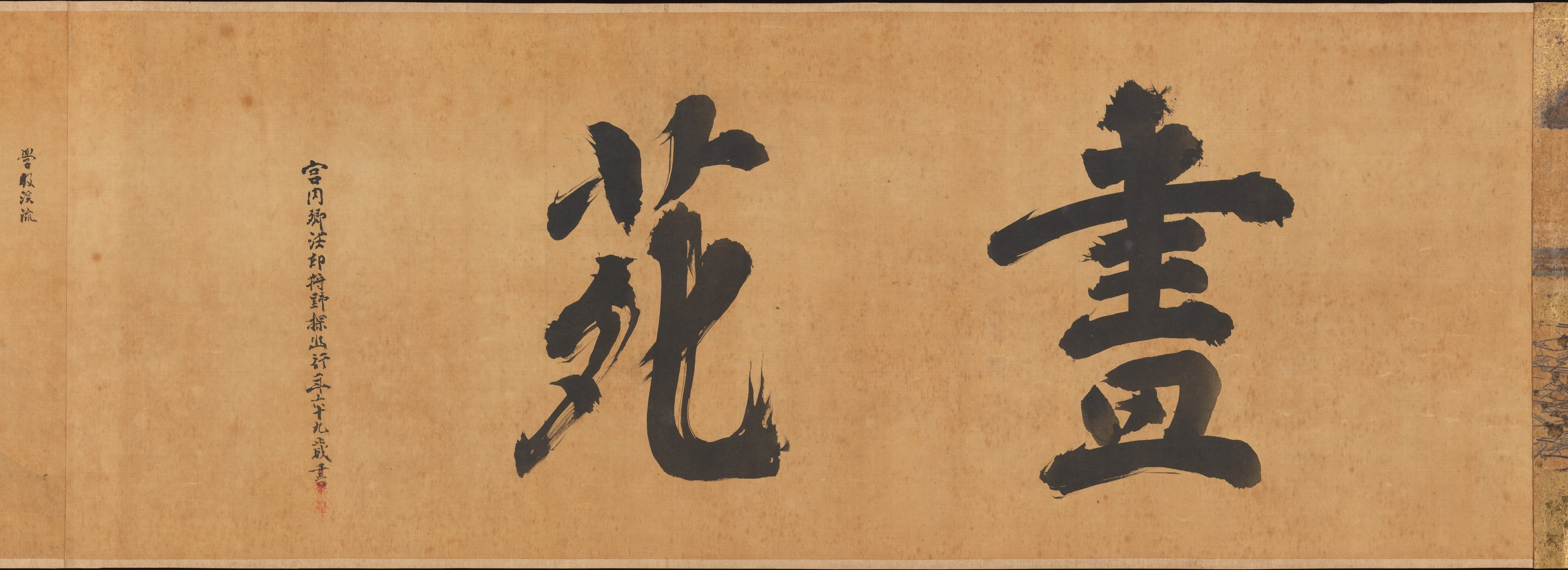
Pittogrammi dipinti con pennelli da Kanō Tan'yu (1602–1674)
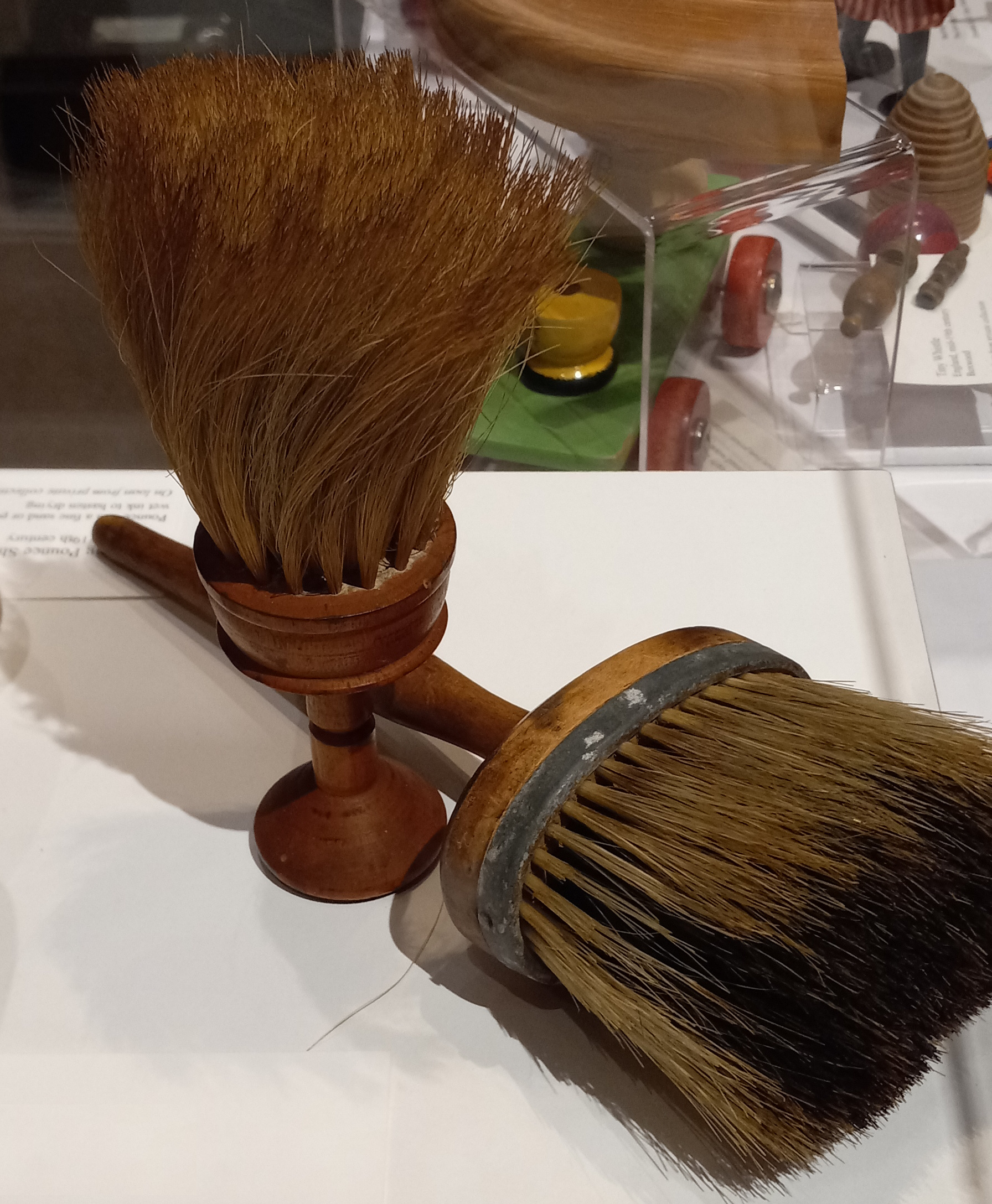
Due pennelli della fine del XIX secolo, realizzati in legno e setole. Esposti all'American Association of Woodturners Gallery of Wood Art di Saint Paul, Minnesota.
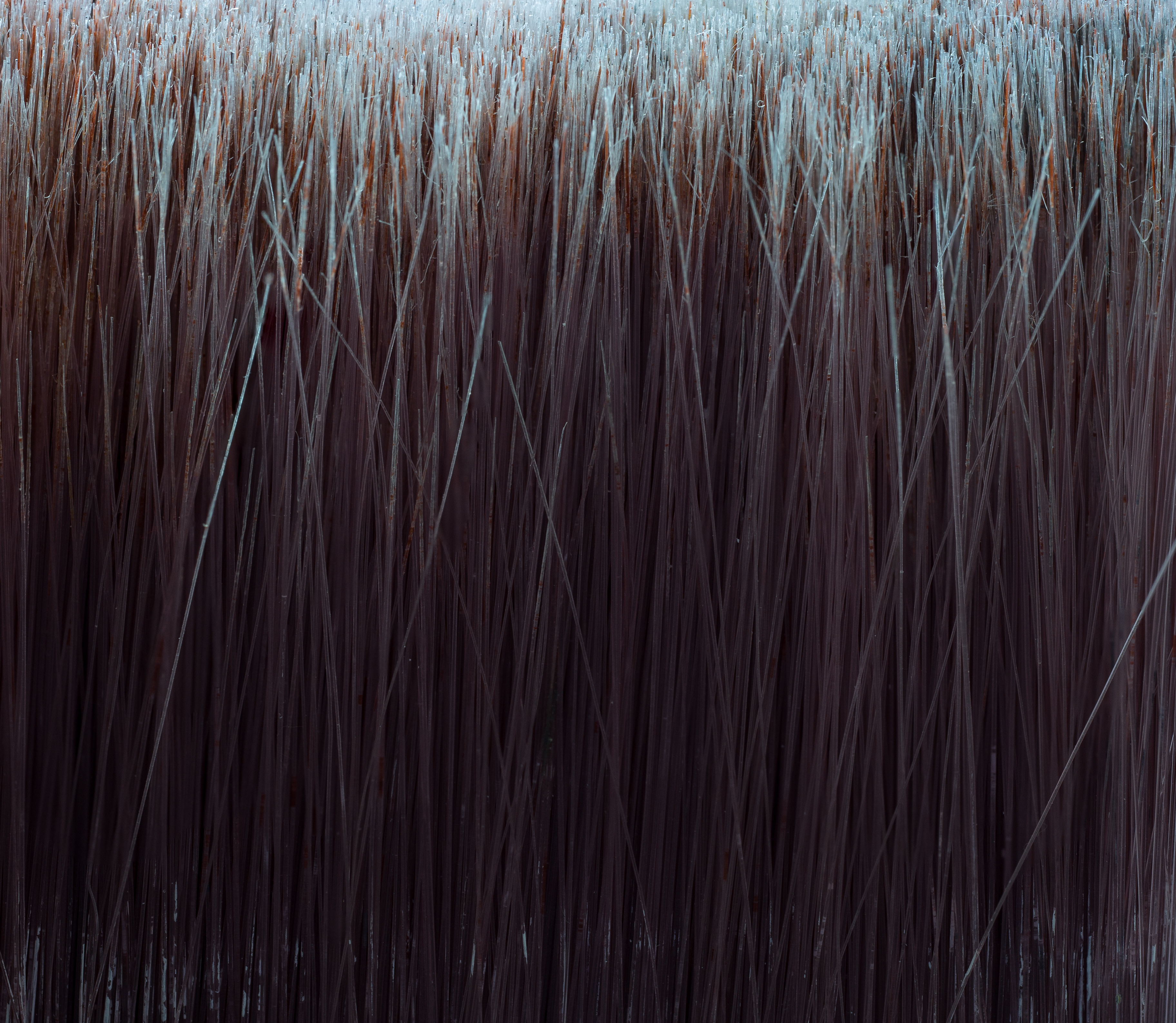
Setole di un pennello
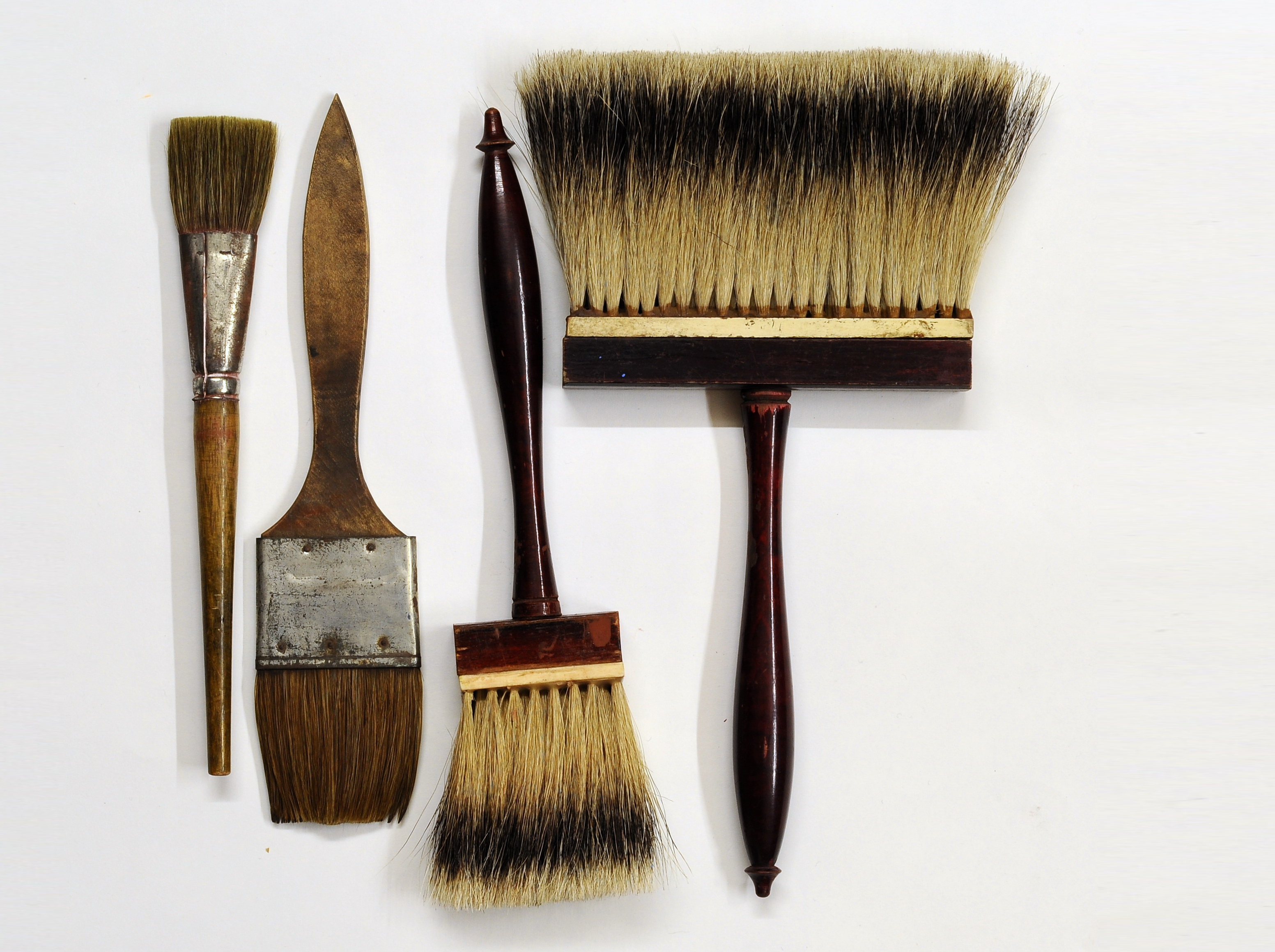
Vari pennelli
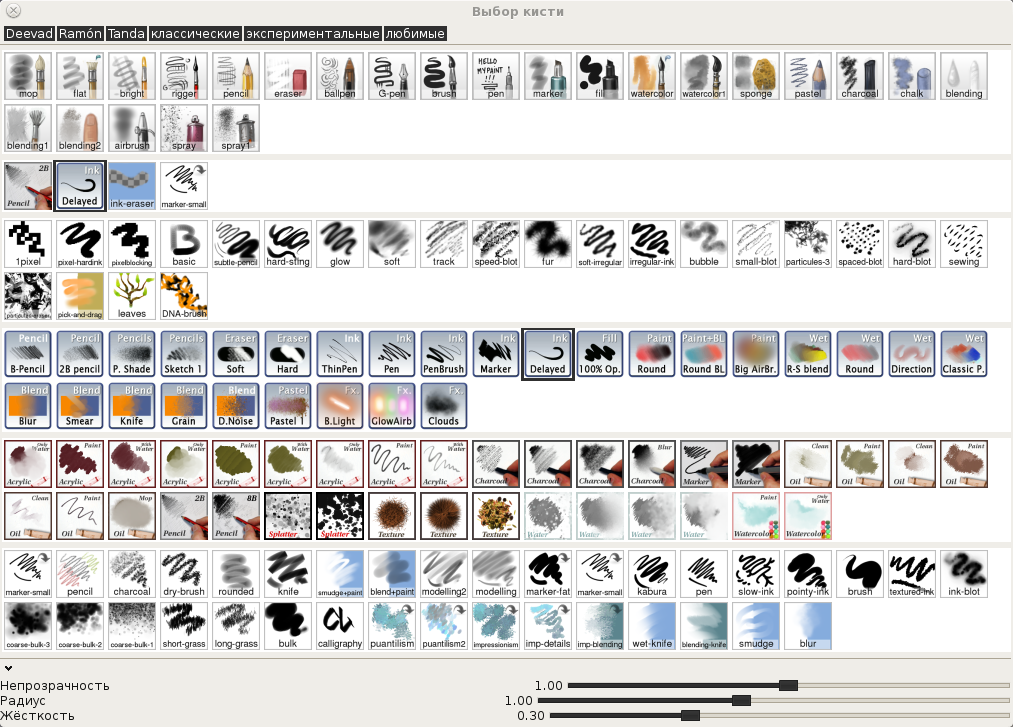
Elenco dei pennelli digitali nel software MyPaint
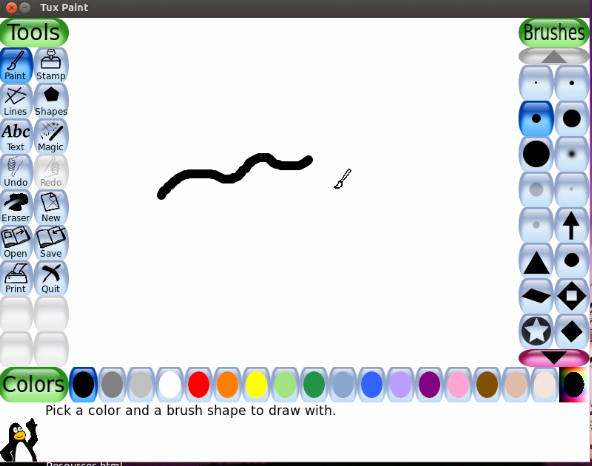
Esempio di uso di un pennello digitale in un tool di disegno